# Kateřina Böhmová
Kateřina Böhmová (Katerina Klapkova) (ur. 18 listopada 1986 w Ostrawie) – czeska tenisistka.
Jest zawodniczką profesjonalną. Gra lewą ręką z oburęcznym bekhendem. W 2006 osiągnęła najwyższe w karierze pozycje rankingowe, plasując się w drugiej setce, zarówno klasyfikacji deblowej, jak i singlowej. W 2004 razem z Michaëllą Krajicek wygrała turniej gry podwójnej juniorskiego French Open.
W październiku 2004 po raz pierwszy zagrała w turnieju singlowym WTA w Seulu, przegrywając w pierwszej rundzie z Chan Yung-jan. Na kolejny turniejowy występ czekała do lutego 2005, znów odpadając w pierwszej rundzie w Memphis. Seria nieudanych kwalifikacji turniejowych zakończyła się w maju, gdy Czeszka zagrała w Qatar Telecom German Open. I choć kwalifikacje były udane, meczu zawodowego ponownie nie wygrała – przegrała 7/6 3/6 6/7 z Eleni Daniilidu. W czerwcu zadebiutowała w zawodowym turnieju wielkoszlemowym w Londynie, ulegając w pierwszej rundzie Anastazji Myskinie. W Modenie przegrała z Jeleną Kostanić i był to jej ostatni występ turniejowy w 2005.
Czeszka pięła się w rankingu tenisowym dzięki udanym występom w turniejach ITF. Nie musiała grać kwalifikacji w Gold Coast, ale i tym razem nie nadeszło upragnione zwycięstwo – porażka z Sybille Bammer. W Bogocie uległa Flavii Penetcie. I dopiero w marcu udało się jej wygrać zawodowe spotkanie po raz pierwszy – pokonała Shinobu Asagoe w Acapulco. W drugiej rundzie uległa nieznanej Argentynce Gussoni. W maju wygrała kolejne zawodowe spotkanie przeciwko Arantxy Parry Santonji, ale znów odpadła w drugiej rundzie. Kolejne występy w 2006 kończyła na pierwszej rundzie.
W sezonie 2007 grała tylko w zawodowym turnieju w Bogocie, w większości jednak startowała w imprezach juniorskich.
25 kwietnia 2006 wraz z matką Böhmová dopuściła się kradzieży biżuterii i ubrań wartych w sumie około 450 dolarów amerykańskich. Miało to miejsce w Jacksonville, podczas trwającego w Amelia Island turnieju tenisowego. Zawodniczka zapłaciła kaucję i została zwolniona z aresztu.

## Wygrane turnieje rangi ITF
| turnieje z pulą nagród 100 000 $ |
| turnieje z pulą nagród 75 000 $  |
| turnieje z pulą nagród 50 000 $  |
| turnieje z pulą nagród 25 000 $  |
| turnieje z pulą nagród 15 000 $  |
| turnieje z pulą nagród 10 000 $  |

### Gra pojedyncza
|    | Data       | Turniej          | ($)    | Naw.   | Finalistka            | Wynik         |
| 1. | 24/08/2003 | Kędzierzyn-Koźle | 10 000 | ziemna | Marta Leśniak         | 2:6, 6:2, 6:2 |
| 2. | 20/06/2004 | Lenzerheide      | 25 000 | ziemna | Julia Babilon         | 6:4, 6:4      |
| 3. | 08/10/2006 | Barcelona        | 75 000 | ziemna | María Sánchez Lorenzo | 3:6, 6:3, 7:5 |

## Finały juniorskich turniejów wielkoszlemowych

### Gra podwójna (3)
| Końcowy wynik | Rok  | Turniej     | Nawierzchnia | Partnerka          | Przeciwniczki                       | Wynik finału  |
| Finalistka    | 2003 | French Open | Ceglana      | Michaëlla Krajicek | Marta Fraga-Perez A. González-Peñas | 0:6, 3:6      |
| Finalistka    | 2003 | Wimbledon   | Trawiasta    | Michaëlla Krajicek | Alisa Klejbanowa Sania Mirza        | 6:2, 3:6, 2:6 |
| Zwyciężczyni  | 2004 | French Open | Ceglana      | Michaëlla Krajicek | Irina Kotkina Jarosława Szwiedowa   | 6:3, 6:2      |